# Risque sismique en Loir-et-Cher
Le risque sismique en Loir-et-Cher est un des risques majeurs susceptibles d'affecter le département de Loir-et-Cher (région Centre-Val de Loire, France). Il se caractérise par la possibilité qu'un aléa de type séisme se produise et occasionne des dommages plus ou moins importants aux enjeux humains, économiques ou environnementaux situés sur le territoire départemental.
271 communes du département sont classées en zone de sismicité « très faible », 20 en zone « faible ». Aucune réglementation spécifique ne s'applique aux constructions dites « à risque normal » en zone très faible. Seuls certains bâtiments des communes situées en zone faible doivent respecter la réglementation parasismique les concernant. Les installations classées « à risque spécial », dont fait partie la centrale nucléaire de Saint-Laurent-des-Eaux, doivent respecter une réglementation parasismique spécifique.

## Histoire

### Principaux événements marquants
Au cours des 500 dernières années, la base de données SisFrance des séismes historiques en France, gérée par le Bureau de recherches géologiques et minières (BRGM), recense une vingtaine d'événements, ressentis dans au moins une commune du département. Ces séismes historiques n’ont jamais entraîné de dommages matériels importants :
| Date              | Heure            | Localisation épicentrale                 | Région ou pays de l'épicentre    | Intensité épicentrale |
| ----------------- | ---------------- | ---------------------------------------- | -------------------------------- | --------------------- |
| 3 octobre 1999    | 20 h 3 min 34 s  | Pays Lochois                             | Touraine                         | 4                     |
| 30 septembre 1985 | 11 h 16 min 28 s | Gatine Tourangelle (Neuille-Pont-Pierre) | Touraine                         | 5                     |
| 29 mars 1975      | 22 h 58 min 31 s | Sologne (Salbris ?)                      | Orleanais-Blesois-Pays Chartrain |                       |
| 2 janvier 1959    | 6 h 20 min 50 s  | Cornouaille (Melgven)                    | Bretagne                         | 7                     |
| 6 mars 1949       | 2 h 17 min       | Plateau De Sainte-Maure (S-W. Ligueil)   | Touraine                         | 5                     |
| 3 octobre 1933    | 7 h 54 min 20 s  | Val De Loire (Tigy)                      | Orleanais-Blesois-Pays Chartrain | 6                     |
| 19 novembre 1927  | 23 h 3 min 23 s  | Bocage Normand (Flers)                   | Normandie                        | 6                     |
| 16 août 1885      | 19 h 23 min      | Beauce (Bricy)                           | Orleanais-Blesois-Pays Chartrain | 5                     |
| 14 septembre 1866 | 5 h 10 min       | Brenne (Azay-Le-Ferron)                  | Berry                            | 7                     |
| 16 juillet 1864   | 9 h 10 min       | Vallee Du Loir (Vendome)                 | Orleanais-Blesois-Pays Chartrain | 5                     |
| 5 juillet 1841    | 3 h 30 min       | Brenne (Chatillon-Sur-Indre)             | Berry                            | 4                     |
| 5 juillet 1841    | 0 h 30 min       | Brenne (Chatillon-Sur-Indre)             | Berry                            | 7                     |
| 25 septembre 1782 |                  | Vallee Du Cher (St-Aignan)               | Orleanais-Blesois-Pays Chartrain |                       |
| 11 octobre 1749   | 19 h 8 min       | Chatelleraudais ?                        | Poitou                           |                       |
| 6 octobre 1711    | 19 h             | Loudunois (Loudun)                       | Poitou                           | 7,5                   |
| 13 mars 1708      | 5 h              | Loudunois ?                              | Poitou                           |                       |
| 11 mars 1704      | 15 h             | Plateau De Sainte-Maure (Ligueil ?)      | Touraine                         |                       |
| 12 mai 1682       | 2 h 30 min       | Hautes-Vosges (Remiremont)               | Vosges                           | 8                     |
| 26 janvier 1579   | 6 h 50 min       | Marche-Boischaut ?                       | Berry                            |                       |

## Zonage sismique en Loir-et-Cher
Pour chaque commune du territoire national, un aléa sismique, c'est-à-dire l’ampleur des mouvements sismiques attendus sur une période de temps donnée, a pu être défini à partir de l'analyse des données de la sismicité historique (données issues de témoignages et de documents bibliographiques recensés depuis environ 1000 ans), des données instrumentales (mesurées par des appareils depuis une cinquantaine d’années) et par l'identification des failles actives. La France  a ainsi été découpée en cinq zones de sismicité croissante par décret du 22 octobre 2010 (article D563-8-1 du code de l’environnement), allant de la zone 1, de sismicité très faible, à la zone 5, de sismicité forte.
Dans le département de Loir-et-Cher, 271 communes sont classées en zone de sismicité « très faible » et 20 en aléa faible :
| Zone de sismicité | Nombre de communes | Communes |
| ----------------- | ------------------ | --- |
| 1 - très faible   | 271                | Toutes les communes du département hormis les 20 classées en zone 2 |
| 2 - faible        | 20                 | Angé, La Chapelle-Montmartin, Châteauvieux, Châtillon-sur-Cher, Couffy, Faverolles-sur-Cher, Maray, Mareuil-sur-Cher, Meusnes, Noyers-sur-Cher, Pouillé, Saint-Aignan, Saint-Georges-sur-Cher, Saint-Julien-de-Chédon, Saint-Julien-sur-Cher, Saint-Loup, Saint-Romain-sur-Cher, Seigy, Selles-sur-Cher, Thésée |

## Prévention du risque sismique

### Travaux de réduction de la vulnérabilité
Les travaux de réduction de la vulnérabilité (mitigation) des enjeux bâtis passe par une vérification de la conformité des structures aux règles parasismiques en vigueur.

#### Réglementation parasismique
L’objectif de la réglementation parasismique est la sauvegarde des vies humaines pour une secousse dont le niveau d’agression est fixé pour chaque zone de sismicité, dans des limites économiques supportables pour la société. Les articles R563-1 à R563-8 du Code de l’environnement distinguent deux types d’ouvrages :
- les ouvrages « à risque normal » comprenant les bâtiments, équipements et installations pour lesquels les conséquences d’un séisme demeurent circonscrites à leurs occupants et à leur voisinage immédiat»[6] ;
- les installations classées « à risque spécial » correspondant « aux bâtiments, équipements et installations pour lesquels les effets sur les personnes, les biens et l’environnement de dommages même mineurs résultant d’un séisme peuvent ne pas être circonscrits au voisinage immédiat desdits bâtiments, équipements et installations ». La nouvelle réglementation parasismique, définie par l'arrêté du 4 octobre 2010, s'impose à ces ouvrages, quel que soit le niveau d'aléa[7]. Dans le département de Loir-et-Cher, la centrale nucléaire de Saint-Laurent-des-Eaux entre dans ce cadre.

### Prise en compte du risque dans l'aménagement

#### Plan de prévention des risques
Le Programme National de Prévention du Risque Sismique, appelé Plan Séisme, établi par l’État français, qui s’est achevé à la fin de l’année 2010, a permis d'améliorer la prise en compte du risque sismique dans les constructions grâce, en partie, à l’élaboration d'un nouveau corpus réglementaire, et préalablement, la modification du zonage sismique établi à partir d'études probabilistes.

#### Document d’urbanisme
Le code de l'urbanisme impose la prise en compte des risques dans les documents d'urbanisme. Ainsi, les plans locaux d'urbanisme (PLU) permettent de refuser ou d'accepter, sous certaines conditions, un permis de construire dans des zones exposées.

#### Permis de construire
En zone de sismicité très faible (95 % des communes de Loir-et-Cher), aucune réglementation parasismique n'est imposée à l'exception des bâtiments à risque spécial, ayant une réglementation spécifique. En zone de sismicité faible (zone 2), Pour le Loir-et-Cher, la zone de sismicité faible impose pour les ouvrages à risque normal des règles de construction para-sismique pour les bâtiments neufs de catégorie III et IV et existants pour la catégorie IV en fonction du niveau de la modification apportée par les travaux : l'habitat individuel n'a aucune contrainte règlementaire à respecter en matière de norme constructive. Par ailleurs, en zone de sismicité faible, pour limiter la vulnérabilité des personnes à ce risque, l'ajout ou le remplacement des éléments non structuraux (cheminées, etc.) doit être effectué en respectant les prescriptions de l'Eurocode 8 partie 1 pour les bâtiments de catégories III et IV. La catégorisation des bâtiments est la suivante :
| Catégorie d'importance | Illustration | Description | Enjeux concernés dans le Loir-et-Cher (en zone 2) |
| ---------------------- | ------------ | --- | --- |
| I                      |              | * Bâtiments dans lesquels il n'y a aucune activité humaine nécessitant un séjour de longue durée | |
| II                     |              | * Habitations individuelles * Établissements recevant du public (ERP) de catégories 4 et 5 * Habitations collectives de hauteur inférieure à 28 m * Bureaux ou établissements commerciaux non ERP, h ≤ 28 m, max. 300 personnes * Bâtiments industriels pouvant accueillir au plus 300 personnes * Parcs de stationnement ouverts au public.                                               | |
| III                    |              | * ERP de catégories 1, 2, et 3 * Habitations collectives et bureaux, h > 28 m * Bâtiments pouvant accueillir plus de 300 personnes * Établissements sanitaires et sociaux * Centres de production collective d'énergie * Établissements scolaires | 30 bâtiments (capacité d'accueil > 300 personnes) et ERP de catégories 1 à 3 25 écoles primaires 3 établissements scolaires du secondaire 10 hôtels 25 salles de sports |
| IV                     |              | * Bâtiments indispensables à la sécurité civile, la défense nationale et le maintien de l'ordre public * Bâtiments assurant le maintien des communications, la production et le stockage d'eau potable, la distribution publique de l'énergie * Bâtiments assurant le contrôle de la sécurité aérienne * Établissements de santé nécessaires à la gestion de crise Centres météorologiques | 1 hôpital 12 réservoirs d'eau |

### Information sur le risque sismique

#### Information préventive
Le maire élabore le dossier d'information communal sur les risques majeurs (DICRIM), un document qui regroupe les données locales, départementales et nationales nécessaires à l'information des citoyens au titre du droit à l'information en ce qui concerne les risques majeurs. Le département étant classé en zone de sismicité très faible, le Dossier départemental des risques majeurs ne recense pas ce risque en tant que risque majeur local, le DICRIM peut donc ne pas comporter de volet « séisme ».

#### Information des acquéreurs ou locataires
L’information lors des transactions immobilières fait l’objet d’une double obligation à la charge des vendeurs ou bailleurs : l'établissement d’un état des risques naturels et technologiques et la déclaration d’une éventuelle indemnisation après sinistre. Concernant le risque sismique, seules les communes en zone de sismicité de 2 à 5 sont soumises à cette obligation, en application de l’arrêté du 19 mars 2013,.  Le 10 juillet 2014, le Ministère de l'écologie, du développement durable et de l'énergie a  publié un site Internet dénommé "Géorisques" dédié aux risques majeurs qui donne à l'ensemble des usagers les informations réglementaires sur les risques auxquels ils sont soumis en localisant leur habitat directement sur une carte ou en saisissant leur adresse. Ce site permet en particulier aux notaires et agences immobilières d'éditer l'état des risques naturels et technologiques à fournir obligatoirement aux acquéreurs ou locataires.

## Organisation des secours

### Au niveau départemental
En cas de survenue d'un séisme de grande ampleur affectant plusieurs communes du département, le plan Orsec départemental serait déclenché et mis en œuvre. Ce plan définit, en application de la loi n° 2004-811 du 13 août 2004 de modernisation de la sécurité civile, l’organisation de la direction des secours et permet la mobilisation des moyens publics et privés nécessaires à l’intervention. Au niveau départemental, le préfet est directeur des opérations de secours. Il élabore et déclenche le dispositif Orsec.

### Au niveau communal
Le maire, détenteur des pouvoirs de police, a la charge d'assurer la sécurité de la population dans les conditions fixées par le code général des collectivités territoriales. À cette fin, il élabore un plan communal de sauvegarde si la commune est comprise dans le champ d’application d’un plan particulier d'intervention.